# Henry Scott Holland
Henry Scott Holland (Ledbury, 27 gennaio 1847 – 17 marzo 1918) è stato un teologo e scrittore britannico, Regius Professor of Divinity presso l'Università di Oxford. Era anche un canonico della Christ Church. Le Scott Holland Memorial Lectures (conferenze) sono tenute in sua memoria.

## Famiglia e educazione
Nacque a Ledbury, Herefordshire, figlio di George Henry Holland (1818-1891) di Dumbleton Hall, Evesham, e dell'Hon. Charlotte Dorothy Gifford, figlia di Lord Gifford.

Studiò a Eton, dove fu allievo dell'autorevole maestro William Johnson Cory,
e al Balliol College dell'Università di Oxford, dove ha conseguito una laurea di prima classe in Literae Humaniores. Nel periodo trascorso a Oxford è stato fortemente influenzato da Thomas Hill Green. Aveva i gradi di Oxford di Doctor of Divinity, Master of Arts, e il titolo onorario di Doctor of Letters.

## L'attività religiosa e politica
Dopo la laurea, è stato eletto fellow della Christ Church di Oxford. Nel 1884, lasciò Oxford per la Cattedrale di San Paolo, dove fu nominato canonico.
Era profondamente interessato alla giustizia sociale e fondò il PESEK (Politica, Economia, Socialismo, Etica e cristianesimo), che condannava lo sfruttamento capitalista della povertà urbana. Nel 1889, ha fondato la Christian Social Union (CSU).
Nel 1910, è stato nominato Regius Professor di Divinity all'Università di Oxford, incarico che mantenne fino alla sua morte nel 1918. È sepolto nel cimitero della chiesa All Saints di Cuddesdon, vicino a Oxford.
A causa del suo cognome, Mary Gladstone lo chiamava affettuosamente "Flying Dutchman" e "Fliegende Hollander".
Mentre era nella Cattedrale di Saint Paul, Holland pronunciò un sermone nel maggio 1910, dopo la morte del re Edoardo VII, intitolato Death the King of Terrors in cui esplora le risposte naturali, ma apparentemente contraddittorie alla morte: la paura dell'inspiegabile e la fede nella continuità. È dalla sua discussione di quest'ultimo tema che è tratto il suo scritto forse più noto, Death is nothing at all:
I have only slipped away into the next room.

Nothing has happened.

Everything remains exactly as it was.

I am I, and you are you, and the old life that we lived so fondly together is untouched, unchanged.

Whatever we were to each other, that we are still.

Call me by the old familiar name.

Speak of me in the easy way which you always used.

Put no difference into your tone.

Wear no forced air of solemnity or sorrow.

Laugh as we always laughed at the little jokes that we enjoyed together.

Play, smile, think of me, pray for me.

Let my name be ever the household word that it always was.

Let it be spoken without an effort, without the ghost of a shadow upon it.

Life means all that it ever meant.

It is the same as it ever was.

There is absolute and unbroken continuity.

What is this death but a negligible accident?

Why should I be out of mind because I am out of sight?

I am but waiting for you, for an interval, somewhere very near, just round the corner. All is well.

Nothing is hurt; nothing is lost.

One brief moment and all will be as it was before.

How we shall laugh at the trouble of parting when we meet again!»
Io me ne sono solo andato nella stanza accanto.

Non è successo nulla.

Tutto resta esattamente come era.

Io sono io e tu sei tu e la vita passata che abbiamo vissuto così bene insieme

è immutata, intatta.

Quello che eravamo prima l’uno per l’altro lo siamo ancora.

Chiamami con il vecchio nome familiare.

Parlami nello stesso modo affettuoso che hai sempre usato.

Non cambiare tono di voce,

Non assumere un’aria solenne o triste.

Continua a ridere di quello che ci faceva ridere, di quelle piccole cose che tanto ci piacevano quando eravamo insieme.

Sorridi, pensa a me e prega per me.

Il mio nome sia sempre la parola familiare di prima.

Pronuncialo senza la minima traccia d’ombra o di tristezza.

La nostra vita conserva tutto il significato che ha sempre avuto:

È la stessa di prima,

C’è una continuità che non si spezza.

Cos’è questa morte se non un trascurabile incidente ?

Perché dovrei essere fuori dai tuoi pensieri e dalla tua mente, solo perché sono fuori dalla tua vista?

Non sono lontano, sono dall'altra parte, proprio dietro l'angolo.

Va tutto bene; nulla è perduto

Un breve istante e tutto sarà come prima.

E come rideremo dei problemi della separazione quando ci incontreremo di nuovo!»
(Henry Scott Holland, Death is nothing at all)
C'è un'affinità del passaggio di Holland con i pensieri di sant'Agostino nella sua lettera 263 a Sàpida del quarto secolo, in cui scrive che il fratello di Sàpida e il loro amore, anche se lui è morto, ancora ci sono, come l'oro che è ancora tuo, anche se lo custodisci in qualche armadio.